# Behind the Sun World Tour
Die Behind the Sun World Tour [bɪˈhaɪnd ðə sʌn wɜːld tʊə] war eine Konzerttournee des britischen Rockmusikers Eric Clapton, die am 27. Februar 1985 in Edinburgh begann und am 6. November desselben Jahres in Padua endete. Im Rahmen der Welttournee bereiste Clapton die drei Kontinente Asien, Europa und Nordamerika und besuchte für Auftritte dabei das Vereinigte Königreich, Finnland, Schweden, Dänemark, Norwegen, die Vereinigten Staaten, Kanada, Japan, die Schweiz und Italien. Insgesamt trat Clapton 74 Mal auf und lud vereinzelt Gastmusiker auf die Bühne ein.
Der Brite gab Konzerte hauptsächlich in internationalen Arenen, jedoch auch vereinzelt in Stadien und Studios, um sein Studioalbum Behind the Sun vorzustellen. Insgesamt trat Clapton von Februar bis November rund fünfeinhalb Monate intensiv auf. In den Vereinigten Staaten trat der Brite vor mehr als 214.000 Zuschauern auf und konnte rund 82 Prozent der Konzertkarten verkaufen. Dabei wurden Einnahmen von rund 2,8 Millionen US-Dollar erzielt. Einige Aufnahmen die während der Behind the Sun World Tour getätigt wurden, sind auf Bootleg und in Fernsehsendungen verfügbar.

## Tourneegeschehen
Clapton begann die Welttournee am 27. Februar mit zwei Konzerten in dem Edinburgh Playhouse. Zwei Nächte im National Exhibition Centre von Birmingham folgten Anfang März. Ebenso spielte der britische Rockmusiker zweimal in der Wembley Arena London. Danach trat Clapton fünfmal in Skandinavien auf; so gab er ein Konzert in Finnland, Dänemark und Norwegen. Zwei Konzerte in Schweden rundeten den ersten Europa-Leg der Tournee am 15. März ab. Nach ungefähr einem Monat der Schaffenspause reiste der Brite in die Vereinigten Staaten, wo von Anfang April bis Anfang Mai 17 Konzerte folgten. Am 8. Mai trat Clapton als Gastmusiker in der Talk-Show Late Night with David Letterman, um sein Album vorzustellen. Er spielte eine Auswahl von neuen Liedern und Hit-Songs gemeinsam mit Paul Shaffer und der Band.
Nach dem Auftritt in den NBC-Television-Studios legte der Brite eine weitere Pause ein, bevor er die Behind the Sun World Tour am 21. Juni in Vancouver fortführte. 24 weitere Konzerte in den Vereinigten Staaten folgten. Darunter trat Clapton am 30. Juni als Hauptkünstler auf dem Milwaukee-Sommerfest-Musikfestival auf. Am 13. Juli trat der britische Sänger im John F. Kennedy Stadium als Teil von Live Aid auf. Von Anfang bis Mitte Oktober gab Clapton sechs Konzerte in Japan. Von dort aus reiste er nach Alaska für einen raren Auftritt in dem US-Bundesstaat am 14. Oktober. Ende Oktober ließ er ein weiteres Konzert in Großbritannien sowie zwei in der Schweiz und neun in Italien folgen. Am 21. Oktober trat der Brite für ein HBO-Spezial auf. Am 6. November endete die Konzerttournee in Padua.

## Besetzung
Diese Musiker und Vorgruppen bestritten die Tournee.
| - Eric Clapton – Gitarre, Gitarrensynthesizer, Gesang - Tim Renwick – Rhythmusgitarre - Chris Stainton – Keyboard - Donald “Duck” Dunn – Bassgitarre - Jamie Oldaker – Schlagzeug - Marcella Detroit – Begleitgesang | - Shaun Murphy – Begleitgesang - Laura Creamer – Begleitgesang - Graham Parker & the Shot – Vorgruppe (US-Leg) - George Terry – Gastmusiker (15. April) - Dick Sims – Gastmusiker (28. April) - Sergio Pastora Rodriguez – Gastmusiker (19. Juli) | - Stephen Bishop – Gastmusiker (22. Juli) - Carlos Santana – Gastmusiker (23. Juli) - Lionel Richie – Gastmusiker (26. Juli) - Gary Brooker – Gastmusiker (20. Oktober) - Phil Collins – Gastmusiker (20. Oktober) - Carl Perkins – Gastmusiker (20. Oktober) |

## Setlist
Im Laufe der Tournee spielte der britische Rockmusiker eine Mischung aus sowohl neuen Liedern aus dem Behind-the-Sun-Album als auch Blues-Klassikern und Erfolgssongs, die aus Claptons eigener Feder stammen. Meistens begann der Brite ein Konzert, indem er mit einer Slide-Gitarre die Titel Tulsa Time und Motherless Children vortrug. Die Setlist fuhr mit den Songs I Shot the Sheriff, Same Old Blues, Blues Power und Tangled in Love fort. Neue Lieder, die Clapton aus dem Studioalbum für seine Auftritte auskoppelte waren üblicherweise Behind the Sun, Knock on Wood, Forever Man und She’s Waiting. Zum Ende eines Konzertes spielte Clapton Blues-Titel wie Double Trouble und Further on Up the Road.
Hits, die Clapton während der Behind the Sund World Tour vorstellte waren neben dem Bob-Marley-Cover von I Shot the Sheriff die Ballade Wonderful Tonight, der Country-Musik-Song Lay Down Sally, der gemeinsam mit George Harrison verfasste Rocksong Badge, der Titel Let It Rain sowie die Coverversion des J.-J.-Cale-Titels Cocaine. Zum Abschluss trug der britische Gitarrist sein bekanntestes Lied, die Rock-Hymne Layla vor. Die Setlist änderte sich während der gesamten Tournee, bis auf Konzerte bei Musikfestivals und Fernsehauftritten, kaum. Gewöhnlich spielte Clapton pro Konzert zwischen neunzehn und einundzwanzig Titel. Ein Auftritt dauerte zwischen 60 und 80 Minuten an.

## Konzerttermine
| Datum            | Stadt            | Land                   | Veranstaltungsort                   | Besucherzahl             | Einnahmen    |
| Europa           | Europa           | Europa                 | Europa                              | Europa                   | Europa       |
| ---------------- | ---------------- | ---------------------- | ----------------------------------- | ------------------------ | ------------ |
| 27. Februar 1985 | Edinburgh        | Vereinigtes Konigreich | Edinburgh Playhouse                 | N.N.                     | N.N.         |
| 28. Februar 1985 | Edinburgh        | Vereinigtes Konigreich | Edinburgh Playhouse                 | N.N.                     | N.N.         |
| 1. März 1985     | Birmingham       | Vereinigtes Konigreich | National Exhibition Centre          | N.N.                     | N.N.         |
| 2. März 1985     | Birmingham       | Vereinigtes Konigreich | National Exhibition Centre          | N.N.                     | N.N.         |
| 4. März 1985     | London           | Vereinigtes Konigreich | Wembley Arena                       | N.N.                     | N.N.         |
| 5. März 1985     | London           | Vereinigtes Konigreich | Wembley Arena                       | N.N.                     | N.N.         |
| 9. März 1985     | Helsinki         | Finnland               | Icehall                             | N.N.                     | N.N.         |
| 11. März 1985    | Göteborg         | Schweden               | Scandinavium                        | N.N.                     | N.N.         |
| 12. März 1985    | Kopenhagen       | Danemark               | Valby-Hallen                        | N.N.                     | N.N.         |
| 14. März 1985    | Oslo             | Norwegen               | Drammenshallen                      | N.N.                     | N.N.         |
| 15. März 1985    | Stockholm        | Schweden               | Isstadion                           | N.N.                     | N.N.         |
| Nordamerika      |                  |                        |                                     |                          |              |
| 9. April 1985    | Dallas           | Vereinigte Staaten     | Convention Center                   | 8.698 / 9.800            | $117.524     |
| 10. April 1985   | Houston          | Vereinigte Staaten     | The Summit                          | 15.921 / 15.921          | $207.291     |
| 11. April 1985   | Austin           | Vereinigte Staaten     | Southpark Meadows                   | N.N.                     | N.N.         |
| 13. April 1985   | Pensacola        | Vereinigte Staaten     | Civic Center                        | 5.378 / 8.000            | $80.670      |
| 15. April 1985   | Lakeland         | Vereinigte Staaten     | Civic Center                        | 6.846 / 10.000           | $91.308      |
| 16. April 1985   | Miami            | Vereinigte Staaten     | James L. Knight Center              | 4.896 / 4.896            | $74.923      |
| 18. April 1985   | Durham           | Vereinigte Staaten     | Duke University                     | N.N.                     | N.N.         |
| 19. April 1985   | Savannah         | Vereinigte Staaten     | Civic Center                        | N.N.                     | N.N.         |
| 20. April 1985   | Atlanta          | Vereinigte Staaten     | The Omni                            | 8.231 / 17.037           | $114.015     |
| 22. April 1985   | Richmond         | Vereinigte Staaten     | Richmond Coliseum                   | N.N.                     | N.N.         |
| 23. April 1985   | Baltimore        | Vereinigte Staaten     | Civic Center                        | 7.230 / 13.667           | $89.478      |
| 25. April 1985   | East Rutherford  | Vereinigte Staaten     | Brendan Byrne Arena                 | 20.248 / 21.098          | $288.145     |
| 26. April 1985   | Uniondale        | Vereinigte Staaten     | Nassau Veterans Memorial Coliseum   | 13.842 / 17.888          | $203.477     |
| 28. April 1985   | Providence       | Vereinigte Staaten     | Civic Center                        | 11.871 / 12.100          | $166.497     |
| 29. April 1985   | Philadelphia     | Vereinigte Staaten     | Philadelphia Spectrum               | 13.080 / 14.444          | $171.706     |
| 1. Mai 1985      | Hartford         | Vereinigte Staaten     | Civic Center                        | N.N.                     | N.N.         |
| 2. Mai 1985      | Portland         | Vereinigte Staaten     | Cumberland County Civic Center      | 6.021 / 8.898            | $78.406      |
| 3. Mai 1985      | Montreal         | Kanada                 | The Forum                           | 17.831 / 17.831          | $247.291     |
| 21. Juni 1985    | Vaughan          | Kanada                 | Kingswood Music Theatre             | N.N.                     | N.N.         |
| 22. Juni 1985    | Cleveland        | Vereinigte Staaten     | Blossom Music Center                | N.N.                     | N.N.         |
| 23. Juni 1985    | Canandaigua      | Vereinigte Staaten     | Finger Lakes Performing Arts Center | N.N.                     | N.N.         |
| 25. Juni 1985    | Saratoga Springs | Vereinigte Staaten     | Saratoga Performing Arts Center     | N.N.                     | N.N.         |
| 26. Juni 1985    | Worcester        | Vereinigte Staaten     | Worcester Centrum                   | N.N.                     | N.N.         |
| 27. Juni 1985    | Columbia         | Vereinigte Staaten     | Merriweather Post Pavilion          | N.N.                     | N.N.         |
| 28. Juni 1985    | Holmdel          | Vereinigte Staaten     | Garden State Arts Center            | N.N.                     | N.N.         |
| 30. Juni 1985    | Milwaukee        | Vereinigte Staaten     | Henry Maier Festival Park           | — (a)                    | — (a)        |
| 1. Juli 1985     | Louisville       | Vereinigte Staaten     | Louisville Gardens                  | N.N.                     | N.N.         |
| 2. Juli 1985     | Clarkston        | Vereinigte Staaten     | Pine Knob Pavilion                  | N.N.                     | N.N.         |
| 3. Juli 1985     | Clarkston        | Vereinigte Staaten     | Pine Knob Pavilion                  | N.N.                     | N.N.         |
| 5. Juli 1985     | Hoffman Estes    | Vereinigte Staaten     | Poplar Creek Music Theater          | N.N.                     | N.N.         |
| 6. Juli 1985     | Indianapolis     | Vereinigte Staaten     | Music Amphitheater                  | 8.283 / 8.700            | $111.197     |
| 7. Juli 1985     | Cincinnati       | Vereinigte Staaten     | Riverbend Music Theater             | N.N.                     | N.N.         |
| 9. Juli 1985     | Bonner Springs   | Vereinigte Staaten     | Sandstone Amphitheater              | 9.153 / 16.008           | $117.908     |
| 11. Juli 1985    | Denver           | Vereinigte Staaten     | Red Rocks Amphitheatre              | 16.998 / 17.909          | $261.424     |
| 14. Juli 1985    | Denver           | Vereinigte Staaten     | Red Rocks Amphitheatre              | 16.998 / 17.909          | $261.424     |
| 17. Juli 1985    | Los Angeles      | Vereinigte Staaten     | Universal Amphitheatre              | N.N.                     | N.N.         |
| 18. Juli 1985    | Los Angeles      | Vereinigte Staaten     | Universal Amphitheatre              | N.N.                     | N.N.         |
| 19. Juli 1985    | Los Angeles      | Vereinigte Staaten     | Universal Amphitheatre              | N.N.                     | N.N.         |
| 21. Juli 1985    | Phoenix          | Vereinigte Staaten     | Compton Terrace                     | 6.573 / 10.000           | $88.599      |
| 22. Juli 1985    | Costa Mesa       | Vereinigte Staaten     | Pacific Amphitheatre                | N.N.                     | N.N.         |
| 23. Juli 1985    | Concord          | Vereinigte Staaten     | Concord Pavilion                    | N.N.                     | N.N.         |
| 24. Juli 1985    | Concord          | Vereinigte Staaten     | Concord Pavilion                    | N.N.                     | N.N.         |
| 26. Juli 1985    | Seattle          | Vereinigte Staaten     | Center Coliseum                     | 11.007 / 14.299          | $115.325     |
| 27. Juli 1985    | Vancouver        | Kanada                 | PNE Coliseum                        | 16.713 / 16.713          | $124.291     |
| Asien            |                  |                        |                                     |                          |              |
| 5. Oktober 1985  | Tokio            | Japan                  | Yoyogi Olympic Pool                 | N.N.                     | N.N.         |
| 6. Oktober 1985  | Tokio            | Japan                  | Yoyogi Olympic Pool                 | N.N.                     | N.N.         |
| 7. Oktober 1985  | Osaka            | Japan                  | Koseinenkin Kaikan Dai Hall         | N.N.                     | N.N.         |
| 9. Oktober 1985  | Nagoya           | Japan                  | Shimin Kaikan                       | N.N.                     | N.N.         |
| 10. Oktober 1985 | Osaka            | Japan                  | Festival Hall                       | N.N.                     | N.N.         |
| 11. Oktober 1985 | Fukuoka          | Japan                  | Sun Paresu Hall                     | N.N.                     | N.N.         |
| Nordamerika      |                  |                        |                                     |                          |              |
| 14. Oktober 1985 | Anchorage        | Vereinigte Staaten     | George Sullivan Arena               | 5.451 / 5.451            | $71.921      |
| Europa           |                  |                        |                                     |                          |              |
| 20. Oktober 1985 | Guildford        | Vereinigtes Konigreich | Civic Hall                          | N.N.                     | N.N.         |
| 23. Oktober 1985 | Lausanne         | Schweiz                | Halle des Fêtes                     | N.N.                     | N.N.         |
| 24. Oktober 1985 | Zürich           | Schweiz                | Hallenstadion                       | N.N.                     | N.N.         |
| 27. Oktober 1985 | Mailand          | Italien                | Teatro Tenda                        | N.N.                     | N.N.         |
| 28. Oktober 1985 | Mailand          | Italien                | Teatro Tenda                        | N.N.                     | N.N.         |
| 29. Oktober 1985 | Turin            | Italien                | PalaSport                           | N.N.                     | N.N.         |
| 31. Oktober 1985 | Caserta          | Italien                | PalaMaggiò                          | N.N.                     | N.N.         |
| 1. November 1985 | Rom              | Italien                | PalaEur                             | N.N.                     | N.N.         |
| 2. November 1985 | Genua            | Italien                | PalaSport                           | N.N.                     | N.N.         |
| 4. November 1985 | Bologna          | Italien                | Teatro Tenda                        | N.N.                     | N.N.         |
| 5. November 1985 | Florenz          | Italien                | PalaSport                           | N.N.                     | N.N.         |
| 6. November 1985 | Padua            | Italien                | PalaSport                           | N.N.                     | N.N.         |
| Zusammenfassung  | Zusammenfassung  | Zusammenfassung        | Zusammenfassung                     | 214.271 / 260.660 (82 %) | + $2.821.396 |

## Veröffentlichungen

### Offizielle
- Der Auftritt am 8. Mai 1985 bei Late Night with David Letterman wurde bei NBC ausgestrahlt.[22]
- Der Auftritt am 13. Juli als Teil des Live-Aid-Konzertes wurde bei BCC, ABC und Muchmusic ausgestrahlt.[23]

### Bootleg
Etwa über 30 verschiedene Konzerte der Tournee wurden von Zuschauern der Termine inoffiziell als Schwarzpressung aufgenommen und veröffentlicht. Darunter wurden elf der Auftritte auf Videoband festgehalten und später auf den Speichermedien Video Home System und DVD publiziert. Andere Live-Auftritte des Briten und seiner Band während der Behind the Sun World Tour wurden auf Compact Discs gebrannt und gemeinsam mit eigenem Artwork und Liner Notes veröffentlicht. Da Mitschnitte von mehr als der Hälfte der stattgefundenen Konzerte auf Audio- und Videodateienträgern gepresst wurden, gehört die Konzerttournee zu den meist-dokumentiertesten Welttourneen des britischen Rockmusikers.